# Pladda
Pladda est une petite île écossaise, située dans le council area du North Ayrshire, et baignée par le Firth of Clyde, un bras de mer de la mer d'Irlande.
L'île, qui est privée, a été mise en vente en 2022.

## Géographie
L'île, orientée nord-sud et culminant à 22 mètres d'altitude, est en forme de poire et située au sud de l'île d'Arran à laquelle elle est séparée par le Sound of Pladda (en français détroit de Pladda). L'île est relativement plate et entourée de pentes qui plongent dans la mer en formant des Rivages caillouteux sauf au sud où des rochers émergent.
| \| Localisation du North Ayrshire en Écosse \| Firth of Clyde Mer d'Irlande Île d'Arran Île de Bute Holy Island Great Cumbrae Inchmarnock Little Cumbrae Pladda Goat Fell Ardrossan Beith Blackwaterfoot Brodick Claonaig Dalry Dreghorn Fairlie Irvine Kilbirnie Kilwinning Lamlash Largs Lochranza Millport Sannox Skelmorlie Stevenston West Kilbride Whiting Bay |
| Localisation du North Ayrshire en Écosse |

| Localisation du North Ayrshire en Écosse |

| \| Localisation du North Ayrshire en Écosse \| Firth of Clyde Mer d'Irlande Île d'Arran Île de Bute Holy Island Great Cumbrae Inchmarnock Little Cumbrae Pladda Goat Fell Ardrossan Beith Blackwaterfoot Brodick Claonaig Dalry Dreghorn Fairlie Irvine Kilbirnie Kilwinning Lamlash Largs Lochranza Millport Sannox Skelmorlie Stevenston West Kilbride Whiting Bay |
| Localisation du North Ayrshire en Écosse |

| Localisation du North Ayrshire en Écosse |

## Le phare
Un phare est construit au Sud de l'île, à proximité d'un héliport, et une jetée se trouve dans la baie à l'Est de l'île. Le phare commence à fonctionner en octobre 1790 et est automatisé en 1990.

### Webographie
- (en) Ordnance survey - Données géographiques